# Noctueliopsis brunnealis
Noctueliopsis brunnealis is een vlinder uit de familie van de grasmotten (Crambidae), uit de onderfamilie van de Odontiinae. De wetenschappelijke naam van deze soort is voor het eerst voorgesteld door Eugene Gordon Munroe in een publicatie uit 1972.
De soort komt voor in de Verenigde Staten.